# جبر متعدد الخطية
الجبر متعدد الخطية (بالإنجليزية: multilinear Algebra)‏ مجال من الرياضيات، وهو توسعة لطرق الجبر الخطي. فعندما يعتمد بناء الجبر الخطي على مصطلح المتجه ونطور نظرية الفضاء الشعاعي أو الاتجاهي، بالمقابل يعتمد بناء الجبر متعدد الخطية على أساس الموتر ويعمد لتطوير نظرية الفضاء التينسوري[بحاجة لمصدر].